# 廃少菩提寺
廃少菩提寺（はいしょうぼだいじ）は滋賀県湖南市菩提寺にある廃寺である。

## 歴史
聖武天皇の勅願により、良弁（ろうべん）によって731年（天平3年）に創建された。廃寺跡に立地する西應寺所有の1492年（明応元年）の図を模写したとされる「圓滿山少菩提寺四至封彊之繪圖」によれば、塔、金堂、講堂、鐘楼、経蔵、僧坊、食堂と、37の里坊が立っていた。1570年（元亀元年）に、織田信長と戦って敗残した六角氏の兵によって寺院が焼き討ちされ、廃寺となった。織田信長の軍勢が焼き討ちをしたという俗説は、誤っている。

## 石造文化財
廃少菩提寺跡には、閻魔像、多宝塔、地蔵尊像や、多くの摩崖仏が残されている。

## アクセス
- 滋賀バス「菩提寺」下車、西へ徒歩3分